# ヤヌス・フリス
ヤヌス・フリス（Janus Friis、1976年6月26日 - ）はデンマークの起業家。Kazaa、Skype、Joostの開発で知られる。

## 経歴
コペンハーゲンに生まれる。高校中退後、デンマークのインターネットサービスプロバイダ CyberCity のヘルプデスクで働いた。1996年、デンマークで通信事業者Tele2に勤めていたニクラス・ゼンストロームと知り合い、フリスは顧客サポート部門に雇われた。フリスとゼンストロームはインターネットサービスプロバイダ get2net やポータルサイト everyday.com の立ち上げに従事した。
この後、二人はTele2退社を決意。フリスは2000年1月、アムステルダムにあるゼンストロームの小さなアパートに移り、FastTrackファイル共有ネットワークプロトコルを使用したP2Pファイル共有ソフトのKazaaを開発した。FastTrackプロトコルはフリスが共同設計した。また、P2P技術を企業に供与するソフトウェア会社 Joltid も設立した。
2002年にはP2P技術を利用したインターネット電話サービスSkypeをゼンストロームと共同開発し、2005年9月にeBayに26億米ドルで売却した。また二人はP2P技術を利用したインターネットテレビ配信システムJoostの開発に取り組み、2009年11月に同サービスの資産はAdconion Media Groupに売却された。
2014年、小型の宅配ロボットを開発するために、スターシップ・テクノロジーズを設立した。

## 受賞
2006年、フリスは母国でデンマークのIT産業界およびIDGから IT-prisen（IT賞）を贈られた。同年、ゼンストロームとともにウォートン・スクールとインフォシス・テクノロジーズからウォートン・インフォシスビジネス変革賞を受けた。『タイム』誌の2006年版「100 Most Influential People（最も勢力のある人物100人）」リストにも名前が挙げられている。